# Massac (Charente-Maritime)
Massac település Franciaországban, Charente-Maritime megyében. Lakosainak száma 183 fő (2022. január 1.). Massac Beauvais-sur-Matha, Gourvillette, Haimps és Siecq községekkel határos.

## Népesség
A település népességének változása:
| Lakosok száma | 215  | 193  | 194  | 177  | 155  | 164  | 175  | 181  | 183  | 183  |
|               | 1968 | 1982 | 1990 | 2006 | 2013 | 2015 | 2017 | 2019 | 2020 | 2022 |